# Kertesziomyia distinctus
Kertesziomyia distinctus är en tvåvingeart som först beskrevs av Meijere 1913.  Kertesziomyia distinctus ingår i släktet Kertesziomyia och familjen blomflugor. Inga underarter finns listade i Catalogue of Life.